# Valerianella vvedenskyi
Valerianella vvedenskyi är en kaprifolväxtart som beskrevs av Igor Alexandrovich Linczevski. Valerianella vvedenskyi ingår i släktet klynnen, och familjen kaprifolväxter. Inga underarter finns listade i Catalogue of Life.